# Asterix e il papiro di Cesare
Asterix e il papiro di Cesare è il 36° albo della serie Asterix, pubblicato in tutto il mondo il 22 ottobre 2015; inoltre, è il 2° scritto Jean-Yves Ferri e disegnato da Didier Conrad (dopo Asterix e i Pitti).

## Trama
Nel 50 a.C. Cesare ha finito di scrivere i suoi commentari della guerra gallica e li mostra al suo consigliere Primus Bestsellerus; questi consiglia a Cesare di tagliare il capitolo sul villaggio gallico di Asterix, perché secondo lui: «…è da tanto tempo che il villaggio dei pazzi non si fa sentire». Bestsellerus ordina quindi di far imprigionare tutti i suoi scribi (anche se muti) e di distruggere tutte le copie del manoscritto. Una copia, però, si salva e viene consegnata al "gossiparus" (così venivano chiamati i giornalisti) Vispolemix che, per cercare rifugio, decide di rifugiarsi nel villaggio "dei pazzi", ovvero gli irriducibili Galli. Quando i Romani vengono a sapere dell'accaduto, subito si precipitano a riprenderselo. Conosciuta tutta la storia del prezioso papiro, i Galli vanno a metterlo al sicuro "nella mente" di Archeopterix (il druido più vecchio e sapiente della Gallia) che si trova al centro della foresta dei Carnuti. Arrivati, Panoramix si mette a leggere il papiro ad Archeopterix, per farglielo ricordare. Nel frattempo, i Romani catturano Vispolemix, che avrà salva la vita a condizione che i Galli gli portino subito il papiro, che però non hanno. Proprio quando sta per scadere il tempo, arrivano Asterix e Obelix con il papiro e accettano di consegnarlo a loro, non prima, però, di aver liberato il prigioniero. Libero, subito Vispolemix si getta sul papiro, perché vuole far sapere al mondo che Cesare ha mentito, e scoppia così una lite furibonda tra Bestsellerus e il gossiparus, che non si accorgono neanche del papiro mezzo distrutto dalla lite. L'albo si conclude con Cesare che, arrivato al villaggio, si fa riconsegnare il papiro e fa anche rinchiudere Bestsellerus in prigione.
Dopo il tradizionale banchetto finale, appare un post scriptum: Archeopterix trasmette oralmente il papiro ad un altro druido, che lo trasmette ad un altro druido, che lo trasmette a un altro ancora, e così via fino ad arrivare ai giorni nostri dove, in un bar, un anziano riferisce tutte le storie di Asterix a Goscinny e Uderzo (gli originali creatori del fumetto), che ne trarranno tutte le storie di Asterix.

## Personaggi principali
- Asterix: l'eroe gallico del villaggio, sempre accompagnato dal suo amico Obelix e dal cane Idefix. Asterix è basso, mingherlino ma molto forte grazie alla bevanda magica del druido Panoramix. Ha i capelli biondi. Sull'elmo ha delle alette che si muovono a seconda del suo umore.
- Obelix: portatore di menhir, è il migliore amico di Asterix e lo accompagna sempre nelle sue avventure. Grosso e robusto, ama fare a botte con i romani e mangiare cinghiali arrosto; da piccolo è caduto dentro la bevanda magica del druido e da allora è diventato invincibile. In questa storia si dispera perché l'oroscopo gli dice di evitare le battaglie e smettere di mangiar cinghiali.
- Idefix: cane di Obelix, è ecologista e non sopporta che un albero venga abbattuto.
- Panoramix: il druido del villaggio, è il detentore del segreto della pozione magica che rende invincibili, inventata da lui stesso. Molto saggio, era l'allievo del druido Archeopterix. Ha una lunga barba che gli arriva fino ai piedi.
- Vispolemix: è un gossiparus (venivano chiamati così i giornalisti). Esso è riuscito a impadronirsi del papiro mancante ai Commentarii di Cesare prima che fosse distrutto. Sempre a caccia di nuovi scoop, farebbe di tutto per averne uno che "faccia tremare l'impero", come dice lui.
- Primus Bestsellerus: è il consigliere di Giulio Cesare, gli dice di tagliare il capitolo sui Galli. Odia l'erba.
- Giulio Cesare: il famoso condottiero romano che conquistò la Gallia e che scrisse il "De bello Gallico".